# Paracotalpa deserta
Paracotalpa deserta är en skalbaggsart som beskrevs av Saylor 1940. Paracotalpa deserta ingår i släktet Paracotalpa och familjen Rutelidae. Inga underarter finns listade i Catalogue of Life.

## Bildgalleri

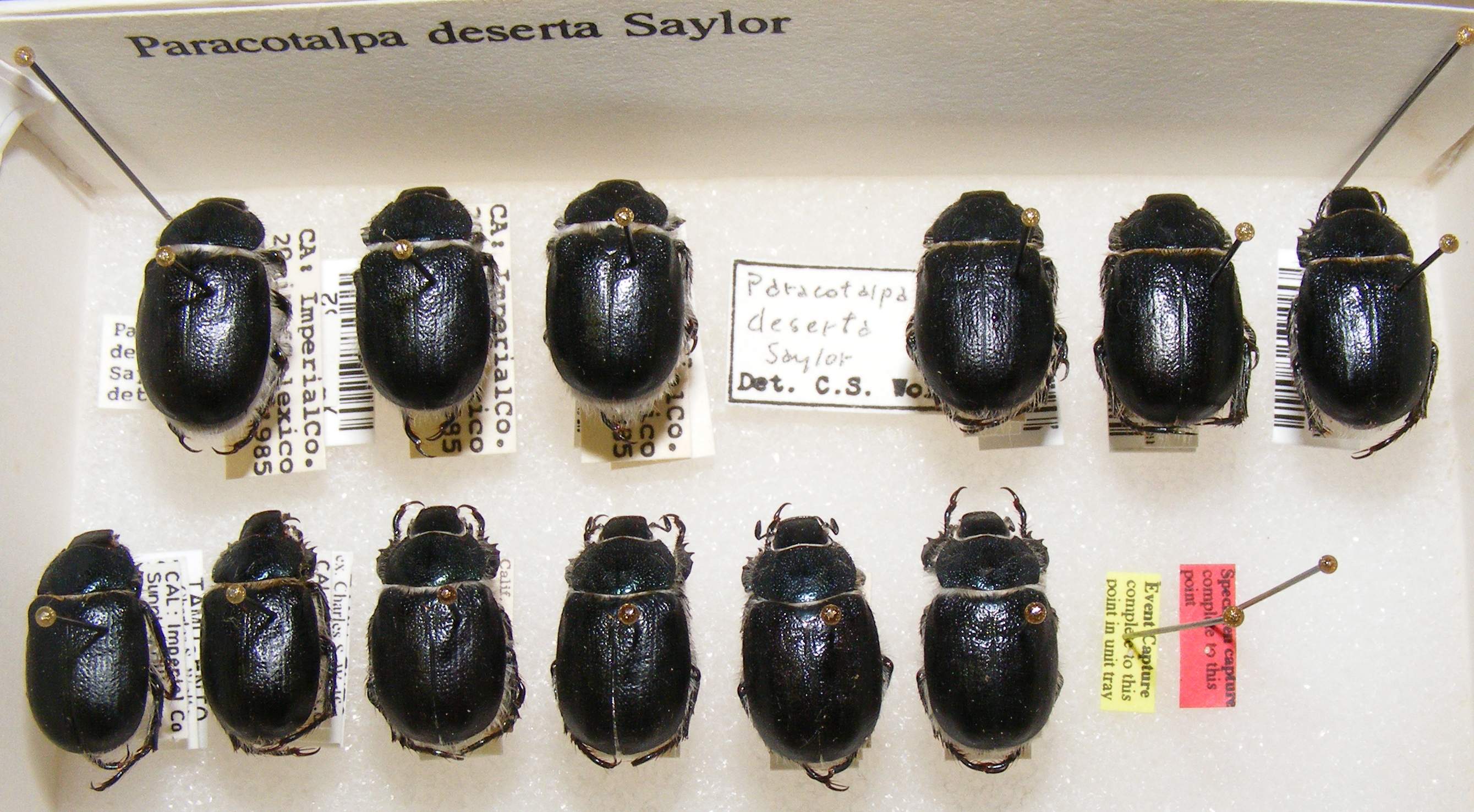